# Theobaldo Jaeger
Theobaldo Jaeger (São Leopoldo  — Santa Maria da Boca do Monte, 25 de novembro de 1879) foi um jornalista e médico homeopata brasileiro.
Filho de imigrantes alemães, foi proprietário de uma tipografia, a Theobaldo Jaeger & Co., e do jornal Der Deutsche Einwanderer, o segundo jornal de língua alemã mais antigo do Brasil.
Foi um dos fundadores da Sociedade Germânia, em 1º de junho de 1855, tendo se encarregado de traduzir os estatutos, redigidos em alemão, e registrá-los conforme a lei. Foi também proprietário da Litografia Nacional, em Porto Alegre.
Por volta de 1857 vendeu seu estabelecimento, estudou homeopatia e mudou-se para Santa Maria, onde foi um dos primeiros médicos a trabalhar na cidade. Lá envolveu-se em disputas com Joaquim José da Silveira, médico diplomado no Rio de Janeiro, porém de notória incompetência 